# 八幡神社 (ふじみ野市鶴ケ岡)
八幡神社（はちまんじんじゃ）は、埼玉県ふじみ野市の神社。

## 歴史
創建年代は不明である。昔、鎌倉の鶴岡八幡宮の使者が川越の古尾谷八幡神社に向かう途中、当地を気に入った。その後、定住して鶴岡八幡宮にちなみ「鶴ケ岡」と名付け、八幡神社を祀ったという。別の説では正保年間（1644年 - 1648年）の創建で、当地の開拓者が産土神として祀ったという。地蔵院が別当寺であった。
1872年（明治5年）、近代社格制度に基づく「村社」に列せられた。1951年（昭和26年）、本殿を覆う覆堂が建てられた。

## 交通アクセス
- 上福岡駅より徒歩15分。